# 2007年9月11日日食
2007年9月11日日食是一次日偏食，發生於2007年9月11日。新月當天（即朔日），地球上觀測到月球和太阳的角距離極小，此時月球如果恰好在月球交點附近，穿過太阳和地球之間，與地球、太阳接近一直線，則會出現日食。由於月球偏北或偏南，本影及偽本影從地球以北或以南經過而未接觸地表，只有半影覆蓋了地球北端或南端部分區域，形成日偏食。此次日偏食月球偏南，出現在南美洲中南部和南极洲位於大西洋南方的部分。

此次日偏食過程中月影在地表移動的動畫

## 日食概況

### 出現區域
本次日偏食可在秘鲁中南部、巴西中南部，及智利、玻利維亞、巴拉圭、阿根廷、乌拉圭五國全境、福克兰群岛、南乔治亚和南桑威奇群岛和大西洋南方的南极洲部分地區看到。

### 基本參數
- 類型：日偏食
- 食分最大處（位於合恩角西南約1400公里、南極半島西北約1200公里、彼得一世島以北約880公里的洋面）資料：
  - 時間：2007年9月11日12:31:19.1
  - 地點：61°00′S 90°12′W / 61.0°S 90.2°W[3]
  - 食分：0.7507（日食帶內最大）[4]

## 照片

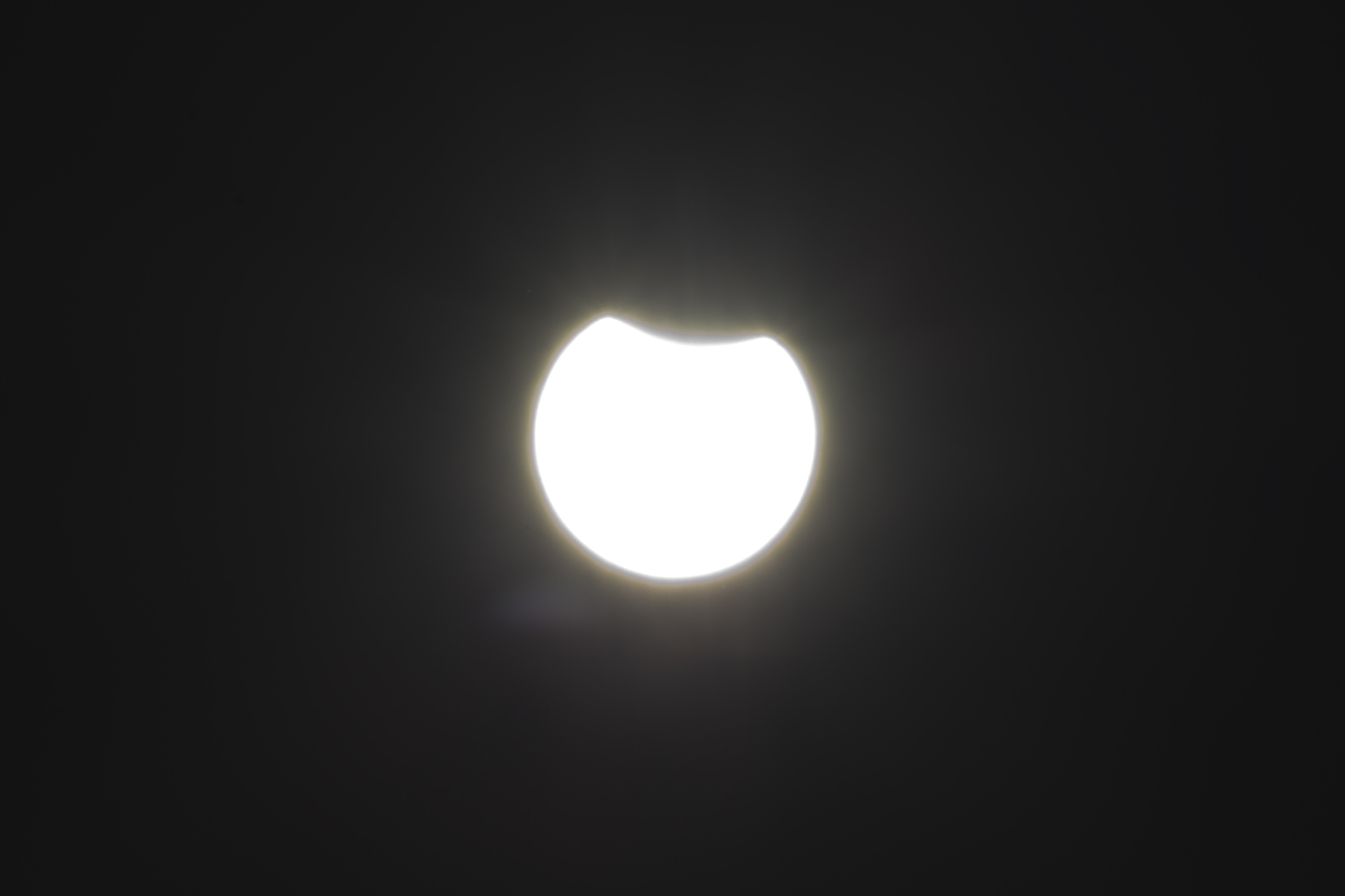
巴西尼泰羅伊（11:21 UTC）
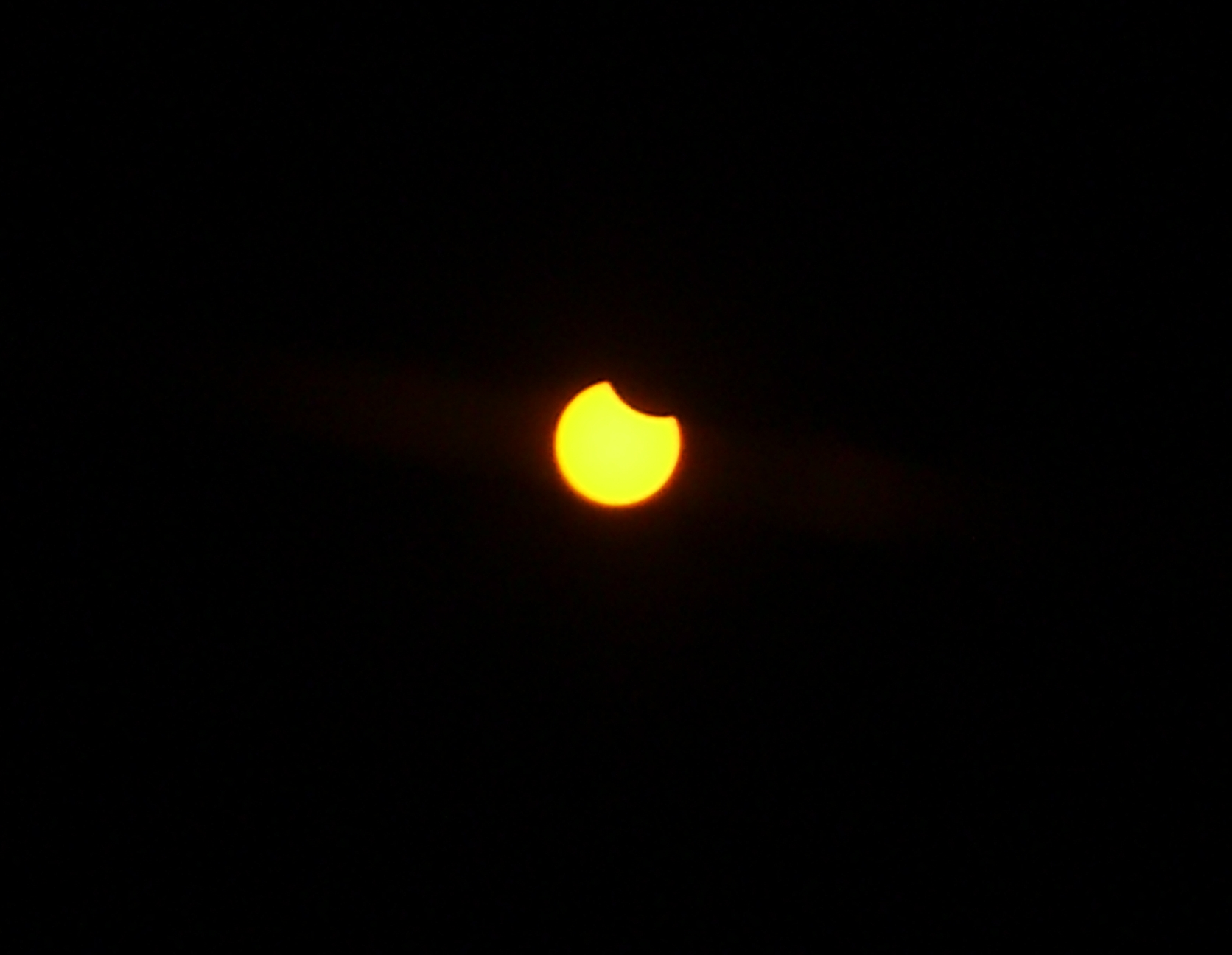
巴西里约热内卢（11:40 UTC）
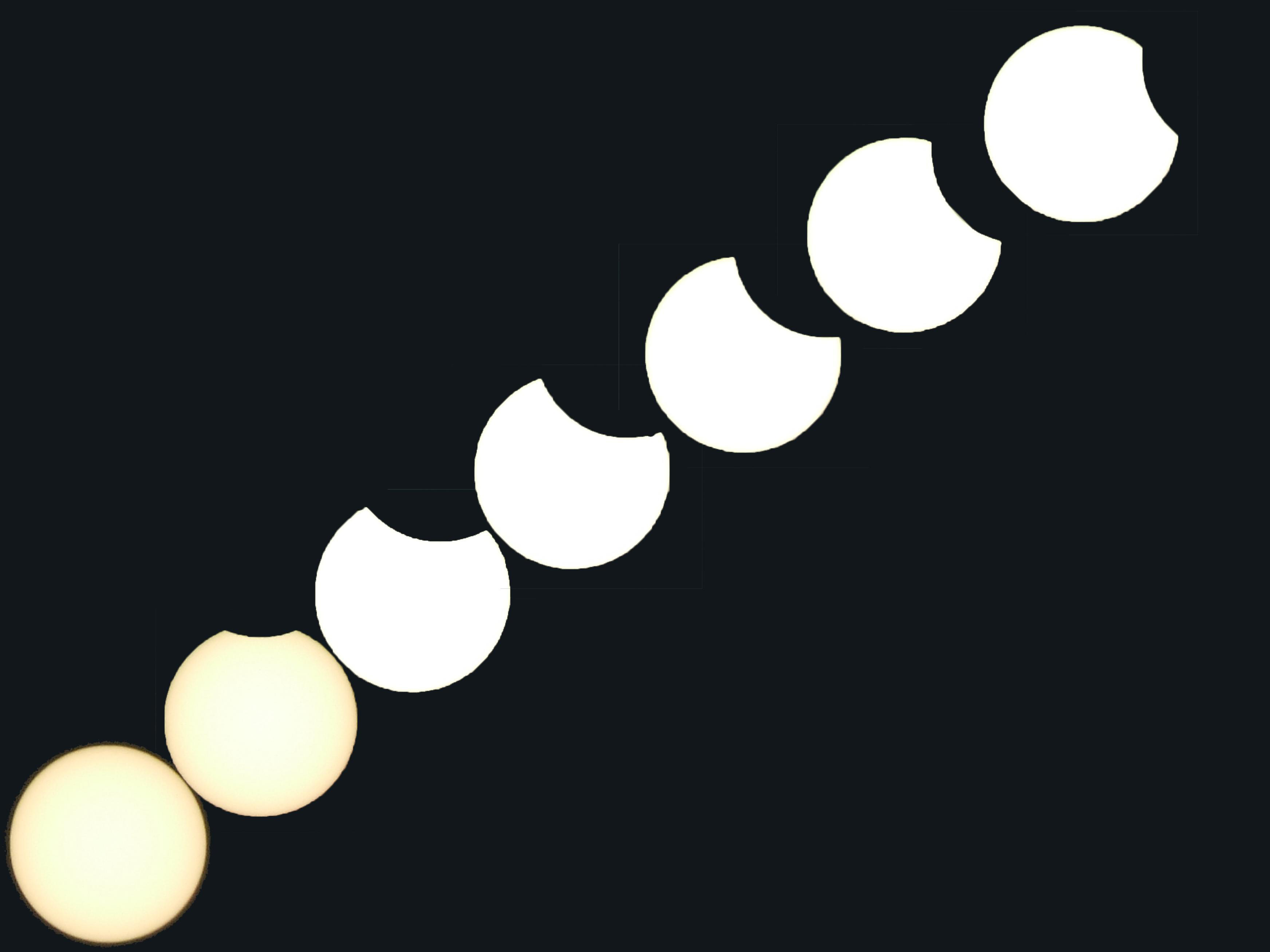
巴西坎皮納斯的日食各階段合成圖

## 相關的日食

### 2004-2007年的日食
月球交替位於相對的月球交點時，以半個交點年（食年），即約177天又4小時間隔出現下列日食。
| 日食列表  |           |           |           |           |           |           |           |           |           |           |           |
| 1997-2000 | 2000-2003 | 2004-2007 | 2008-2011 | 2011-2014 | 2015-2018 | 2018-2021 | 2022-2025 | 2026-2029 | 2029-2032 | 2033-2036 | 2036-2039 |

| 升交點                     | 升交點                   |                            | 降交點                    | 降交點 |
| 沙羅週期                   | 地圖                     | 沙羅週期                   | 地圖                      |        |
| 119                        | 2004年4月19日 偏食（南） | 124                        | 2004年10月14日 偏食（北） |        |
| 129 委內瑞拉奈瓜塔的日偏食 | 2005年4月8日 全環食      | 134 西班牙馬德里的日環食   | 2005年10月3日 環食        |        |
| 139 土耳其西代的日全食     | 2006年3月29日 全食       | 144 巴西聖保羅的日偏食     | 2006年9月22日 環食        |        |
| 149 印度齋浦爾的日偏食     | 2007年3月19日 偏食（北） | 154 阿根廷科爾多瓦的日偏食 | 2007年9月11日 偏食（南）  |        |

### 沙羅周期
沙羅周期長度為18年11天。本次日食屬於沙羅周期154，共包含71次日食，依次為1917年7月19日至2025年9月21日的8次日偏食、2043年10月3日至2332年3月27日的17次日環食、2350年4月7日至2386年4月29日的3次全環食（亦稱混合食）、2404年5月9日至3035年5月29日的36次日全食、3053年6月8日至3179年8月25日的8次日偏食，總共歷時1262.11年。其中最長的全食發生於2530年7月25日，共持續4分50秒。
下表列舉了1901年至2100年間發生的屬於該周期的日食，是第1至11次：
| 1              | 2             | 3              |
| -------------- | ------------- | -------------- |
| 1917年7月19日  | 1935年7月30日 | 1953年8月9日   |
| 4              | 5             | 6              |
| 1971年8月20日  | 1989年8月31日 | 2007年9月11日  |
| 7              | 8             | 9              |
| 2025年9月21日  | 2043年10月3日 | 2061年10月13日 |
| 10             | 11            |                |
| 2079年10月24日 | 2097年11月4日 |                |

## 資料來源
1. ↑  樊忠玉. . 中国天文科普网.   [2015-12-30]. （原始内容存档于2014-09-17）.
2. ↑  Fred Espenak. . NASA Eclipse Web Site.   [2015-12-30]. （原始内容存档于2020-10-17）.（英文）
3. ↑  Fred Espenak. . NASA Eclipse Web Site.   [2016-01-04]. （原始内容存档于2020-10-28）.（英文）
4. ↑  Fred Espenak. . NASA Eclipse Web Site.   [2015-12-30]. （原始内容存档于2016-03-09）.（英文）
5. ↑  Fred Espenak. . NASA Eclipse Web Site.（英文）

## 外部連結
- NASA日食專頁（页面存档备份，存于）（英文）
- 可見區域圖和時間統計：由弗雷德·埃斯佩納克做出的日食預報，NASA/GSFC
  - 貝塞爾元素
- 2007年9月11日日偏食（页面存档备份，存于），傑·珀薩喬夫（英语：Jay Pasachoff）拍攝於阿根廷布宜諾斯艾利斯（英文）

| \| \| 日食 \|                             |                              |                                          |
| 上一次日食： 2007年3月19日日食 （日偏食） | 2007年9月11日日食 （日偏食） | 下一次日食： 2008年2月7日日食 （日環食） |
| 上一次日偏食： 2007年3月19日日食          | 2007年9月11日日食 （日偏食） | 下一次日偏食： 2011年1月4日日食          |
|                                           | 日食                         |                                          |